# Beylikdüzü

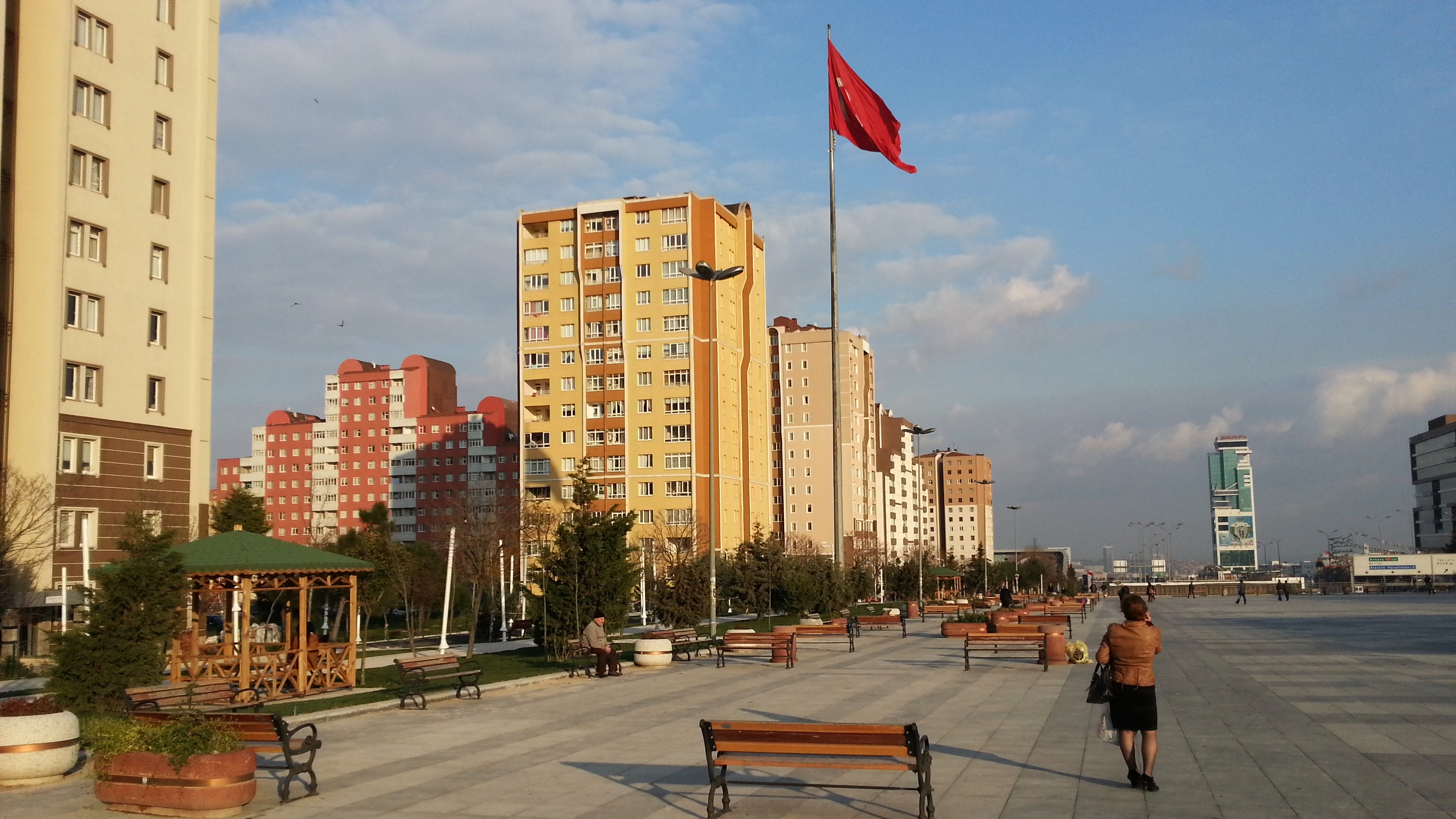
Beylikdüzü Freedom Square

Beylikdüzü est l'un des 39 districts de la ville d'Istanbul, en Turquie.